# Église Notre-Dame-de-Toutes-Grâces du Perreux
Pour les articles homonymes, voir Notre-Dame.
L'église Notre-Dame-de-Toutes-Grâces du Perreux est une église paroissiale située au 145, avenue Pierre Brossolette dans la commune du Perreux-sur-Marne.
C'est un bâtiment de pierres meulières blondes dont l'intérieur est chaulé.